# Ficus densifolia
Espèce
Classification phylogénétique
Ficus densifolia est une espèce de plante de la famille des Moracées. Elle est endémique de l'archipel des Mascareignes, dans le sud-ouest de l'océan Indien.
Elle est appelée « grand affouche » à la Réunion d'où elle est originaire.